# Oidium abelmoschi
Oidium abelmoschi är en svampart som beskrevs av Thüm. 1878. Oidium abelmoschi ingår i släktet Oidium och familjen Erysiphaceae.   Inga underarter finns listade i Catalogue of Life.